# وروبلیک (استان وارمی-ماسوری)
وروبلیک (به لاتین: Wróblik) یک روستا در لهستان است که در گمینا لیزبارک وارمینگسکی واقع شده‌است.